# Moj mali poni: Devojke iz Ekvestrije — Čarolija filma
Moj mali poni: Devojke iz Ekvestrije — Čarolija filma (engl. My Little Pony: Equestria Girls — Movie Magic) je drugi specijal u franšizi Devojke iz Ekvestrije.

## Emitovanje i sinhronizacija
Specijal je premijeru imao 21. maja 2017. u Poljskoj na kanalu Teletun+ pod nazivom Magia filmu. U Sjedinjenim Američkim Državama, specijal je emitovan 1. jula 2017. na kanalu Diskaveri Femili.
U Srbiji, Crnoj Gori, Bosni i Hercegovini i Republici Makedoniji specijal je emitovan 9. oktobra 2017. na kanalu Minimaks TV sinhronizovan na srpski jezik. Sinhronizaciju je producirao studio Studio.
Ovaj specijal se hronološki dešava pre specijala Čarobno ogledalce, ali je Minimaks TV ovaj specijal emitovao posle tog specijala.

## Uloge
| Ime lika          | Glas |
| ----------------- | ---- |
| Tvajlajt Sparkl   |      |
| Epldžek           |      |
| Rejnbou Deš       |      |
| Flateršaj         |      |
| Pinki Paj         |      |
| Reriti            |      |
| Spajk             |      |
| Sanset Šimer      |      |
| Džuniper Montaž   |      |
| Čestnat Magnifiko |      |
| Kanter Zum        |      |
| Veliki Stalvort   |      |

## Spoljašnje veze
- Moj mali poni: Devojke iz Ekvestrije — Čarolija filma na sajtu  (jezik: engleski)